# Vincent Madeley Harris
Vincent Madeley Harris (* 14. Oktober 1913 in Conroe, Texas, USA; † 31. März 1988) war ein US-amerikanischer Geistlicher und römisch-katholischer Bischof von Austin.

## Leben
Vincent Madeley Harris empfing am 19. März 1938 das Sakrament der Priesterweihe für das Bistum Galveston.
Am 4. Juli 1966 ernannte ihn Papst Paul VI. zum ersten Bischof von Beaumont. Der Koadjutorbischof von Galveston-Houston, John Louis Morkovsky, spendete ihm am 28. September desselben Jahres in der St. Vinzenz von Paul-Kirche in Houston die Bischofsweihe; Mitkonsekratoren waren der Koadjutorbischof von Wichita, Leo Christopher Byrne, und der Bischof von Altoona-Johnstown, James John Hogan. Am Folgetag wurde er in der St. Anthony-Kathedrale in Beaumont durch den Erzbischof von San Antonio, Robert Emmet Lucey, in das Amt eingeführt.
Am 27. April 1971 wurde er zum Titularbischof von Rotaria und Koadjutorbischof von Austin ernannt. Mit dem altersbedingten Rücktritt von Bischof Louis Joseph Reicher am 15. November desselben Jahres trat er dessen Nachfolge als Bischof von Austin an.
Am 25. Februar 1985 nahm Papst Johannes Paul II. seinen vorzeitigen Rücktritt an.